# Верхняя расправа
Верхняя расправа — сословный суд 2-й инстанции, рассматривавший гражданские и уголовные дела однодворцев и государственных крестьян в Российской империи.
На Украине функционировала в течение 1782—1796 годов в Киевском наместничестве, Новгород-Северском наместничестве, Черниговском наместничестве, взяв на себя дела простых и рядовых казаков, к тому времени рассматривались в городских судах, земских судах, подкоморских судах Гетманщины. Верхняя расправа играла роль апелляционной инстанции для нижних расправ. В делах, касавшихся жителей сел или округ в целом, выступала как суд 1-й инстанции. Состояла из двух голов, которые назначались Сенатом по представлению губернского правления, а также десяти заседателей. Остальных выбирали на 3 года казаки и посполитые наместничества как из своей среды, так и среди дворян, чиновников и разночинцев. Заседателей утверждал губернатор. Разделялась на 2 департамента: уголовный и гражданский. Каждый департамент имел своего председателя. Дела распределялись между членами суда и головой за очередным реестром дел. При отсутствии дел уголовный департамент рассматривал гражданские дела. В суде заседали прокурор и два стряпчих. Один из них следил за недопущением вреда для государственной казны, другой был офицерским обвинителем в уголовных делах. Также заседала посессионно три раза в год: первая сессия продолжалась с 8 января по Страстную неделю, вторая — от Троицы до 27 июня и третья — со 2 октября по 18 декабря. При необходимости могла заседать и в другое время. Наряду с другими судами 2-й инстанции верхняя расправа посылала двух заседателей в Приказ общественной опеки, подавала предложения по кандидатуре на должность председателя совестного суда, рассматривавшего дела о преступлениях, признанные как совершенные неумышленно, опираясь не только на законы, но и на моральные нормы.